# Hapalopus guianensis
Hapalopus guianensis là một loài nhện trong họ Theraphosidae.
Loài này thuộc chi Hapalopus. Hapalopus guianensis được Lodovico di Caporiacco miêu tả năm 1954.